# 科利奇帕克 (马里兰州)
科利奇帕克（英語：College Park，又译科利奇帕克、學院市）是位於美國馬里蘭州喬治王子縣的一座城市。根據2000年人口普查，它的人口有24,657人。位於。该地是的所在地。1994年，国家档案和记录管理局新館（Archives II）座落在此，多數貴重文獻遷至至此保存、研究。

## 外部連結
- 科利奇帕克官方網站 （页面存档备份，存于）

38°59′48″N 76°55′39″W / 38.99667°N 76.92750°W